# Carcelia prima
Carcelia prima là một loài ruồi trong họ Tachinidae.